# Itaipu (Niterói)
Itaipu es un distrito del municipio de Niterói, en el estado de Río de Janeiro en Brasil.

## Ubicación
Está localizado en la región oceánica de Niterói, en la orilla del Océano Atlántico, fuera de la Bahía de Guanabara. La Playa de Itaipu es un punto de referencia para lanchas provenientes de la ciudad de Río de Janeiro, gracias a su formato en cala. Possue muchos restaurantes especializados en pescados.

## Historia
En el período colonial (1500-1815), Itaipu fue un próspero barrio que suministraba alimentos a la ciudad de Río de Janeiro. En el siglo XVIII se produjo una crisis económica que hizo bajar la población. Posteriormente el barrio se ha ido recuperando creciendo en el siglo XX mediante la construcción varias de urbanizaciones.

## Monumentos y fiestas
Los monumentos más notables de la población son:
- La Iglesia de San Sebastián de Itaipu.
- El Convento de Santa Teresa, hoy Museo de Arqueología de Itaipu.

Itaipu celebra sus fiestas el 29 de junio en honor a San Pedro, patrón de los pescadores. También se celebran las fiestas del Niterói Folia, en agosto, y el Motofest, en septiembre. 
En septiembre también ocurre un hermoso espectáculo natural, la floración del Ipê, el árbol-símbolo de Brasil.
Algunas de las especies típicas son el Ipê, el Sagui y el Urubu.

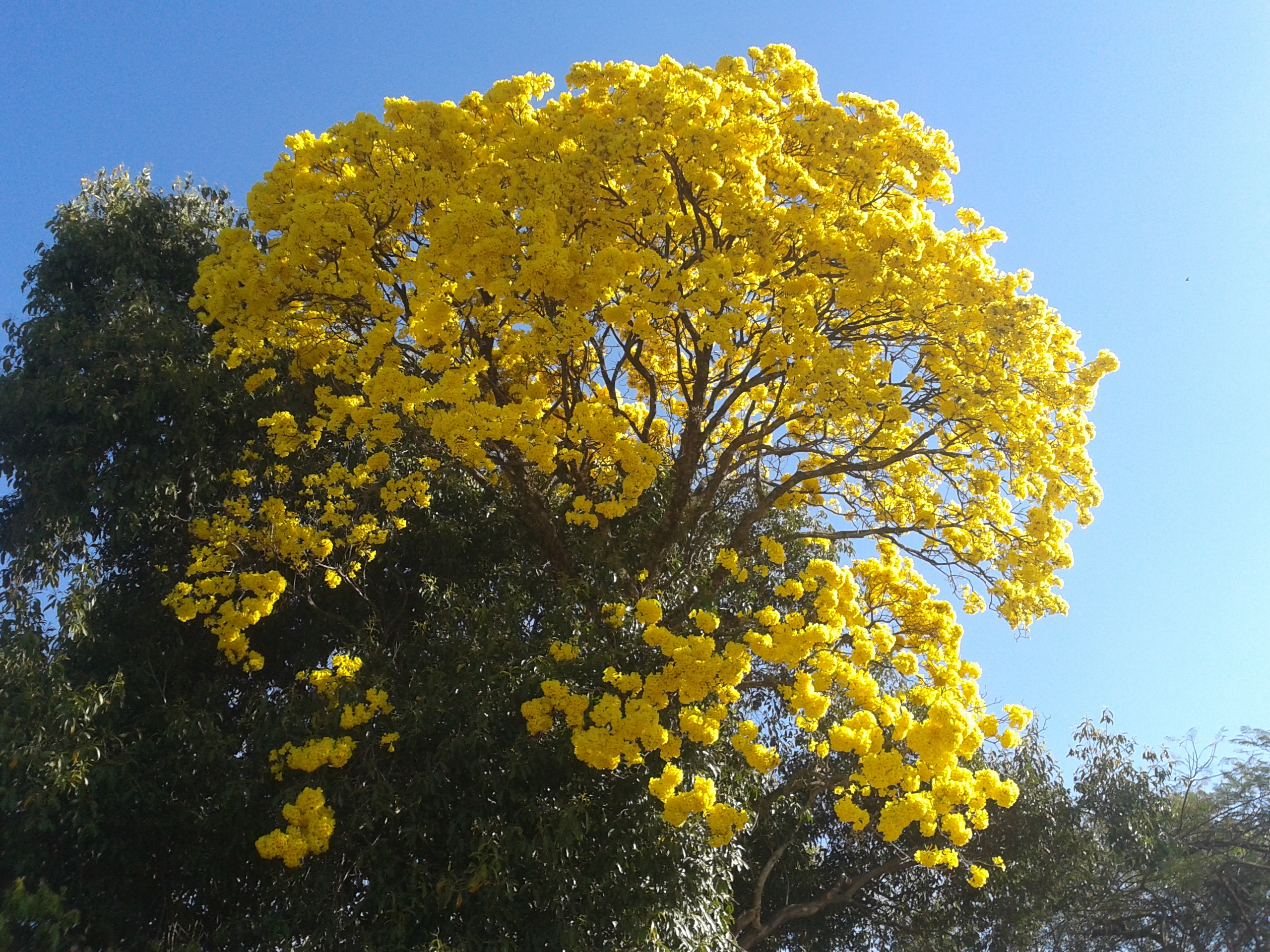
Ipê
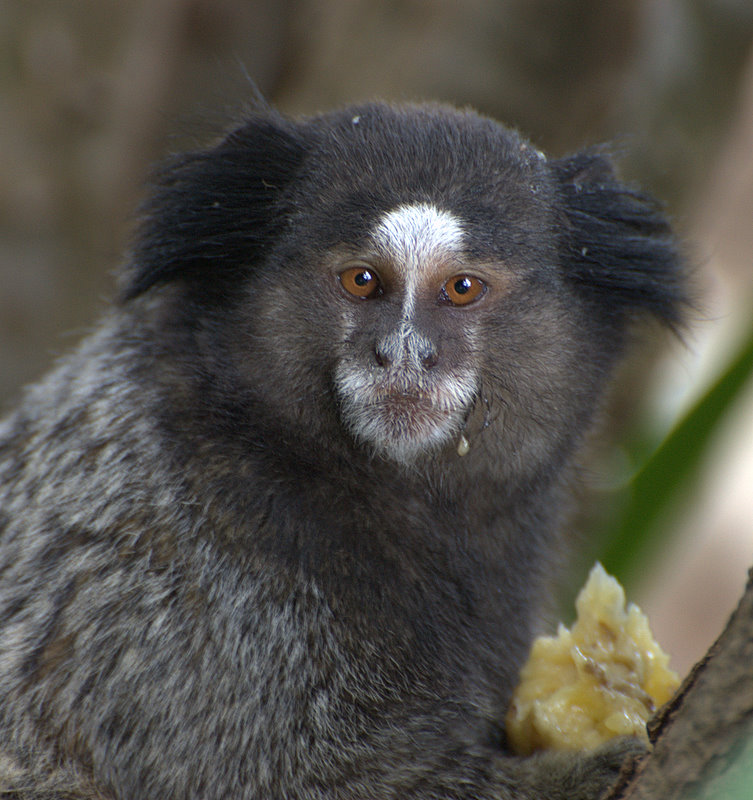
Sagui
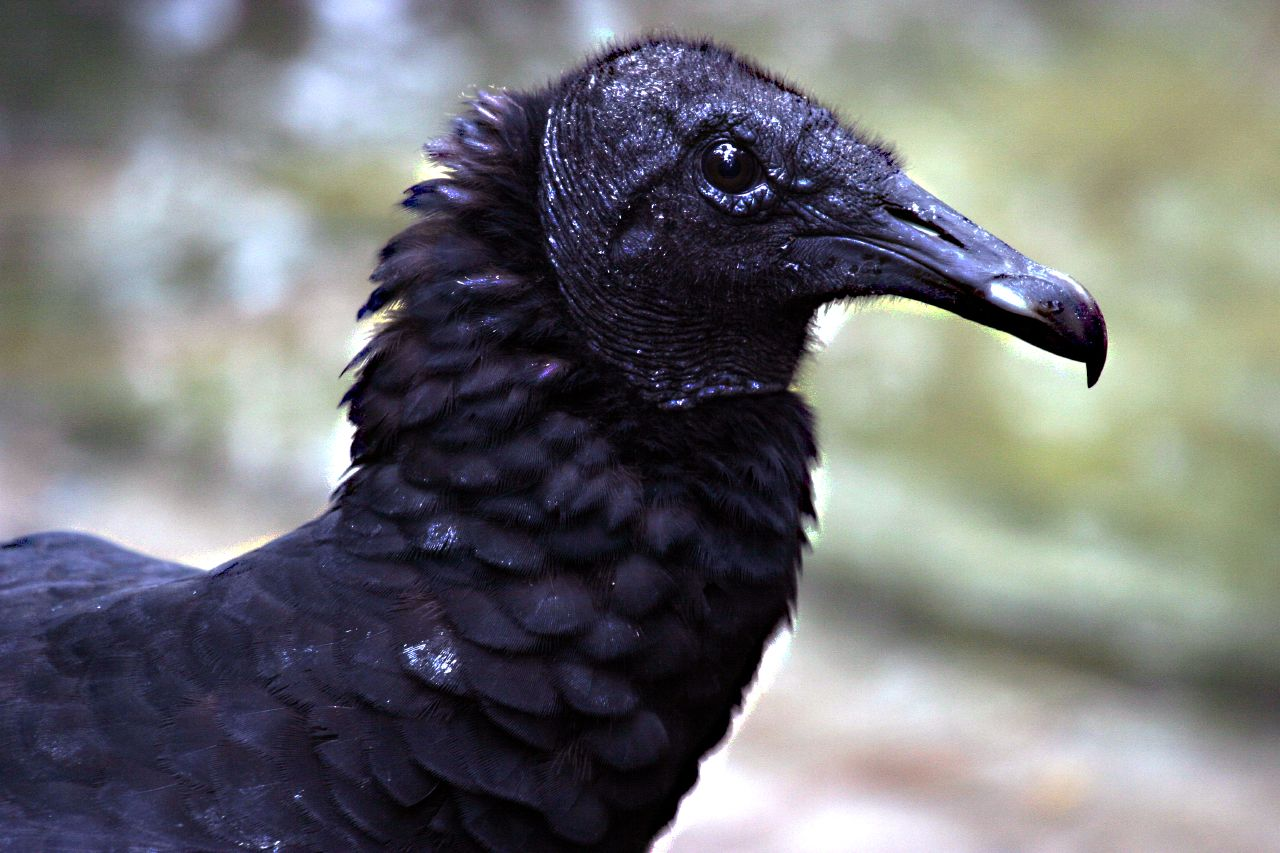
Urubu

- Datos: Q3155836
- Multimedia: Itaipu (Niterói) / Q3155836